# Rosalía Sender Bergué
 (mai 2019).
Rosalía Sender Bergué, née en 1933 à Albalate de Cinca et morte en 2021 à Valence, est une dirigeante communiste et féministe espagnole, galeriste d'art à Valence.

## Biographie

### Enfance et guerre d'Espagne
Rosalía Sender Bergué est née en 1933 à Albalate de Cinca (province de Huesca) de parents républicains et anarchistes. Son père militait à la CNT où il a rencontré la mère de Rosalia qu'il épouse en 1925. Pendant la guerre, Rosalia et sa sœur aînée Vida sont hébergées par une cousine de leur père à Barcelone, pendant que leur père est sur le front et leur mère travaille dans une usine d'obus.

### Exil et militance à Paris
Au moment de la Retirada, Rosalia traverse à pied avec sa mère et sa sœur la frontière française le 6 février 1939. Elles sont accueillies dans un centre de vacances aux Sables-d'Olonne (Vendée) alors que le père de Rosalia est interné au camp de Bram. Il est embauché comme ouvrier agricole au Bois de Mivoie (Beauce), ce qui lui permet de retrouver sa famille. Mais ils fuient face à l'avancée allemande en 1940 et ils restent pendant toute la guerre à Guillonville (Beauce).
Après la guerre, la famille de Rosalia s'installe à Choisy-le-Roi avec d'autres espagnols. Rosalia réussit ses études de commerce qu'elle poursuit dans le 19e arrondissement de Paris à l'institut technique rue Tandou. Elle travaille comme comptable dans différentes entreprises.
Elle milite au sein des Jeunesses socialistes unifiées (JSU) où elle rencontré de nombreux dirigeants communistes comme Santiago Carrillo ou Ignacio Gallego. Elle entre au Parti communiste espagnol en 1951 à l'âge de 18 ans. Elle est agent de liaison pendant cinq ans sous le nom d'Olga et elle effectue pour cela plusieurs voyages en Espagne.
C'est aux JSU qu'elle rencontre son futur mari, Antonio Palomares, qu'elle épouse en 1954 et avec lequel elle a deux enfants. En 1963, elle devient permanente au PCE où elle travaille comme secrétaire pour la direction de l'organisation.

### Retour en Espagne
Elle décide en 1967 de rejoindre son mari à Valence où celui-ci organise le PCE de la région dans la clandestinité. Il est arrêté avec d'autres communistes en novembre 1968 et incarcéré à la prison Modelo où il subit la torture. Rosalia rassemble les femmes de prisonniers et organise diverses actions pour obtenir la libération des prisonniers et condamner les tortures. Son mari sort en août 1969, très affaibli par les sévices subis en prison.
Rosalia participe à la lutte contre la dictature franquiste et se consacre en particulier aux revendications féministes. Elle contribue à la création du Mouvement démocratique des femmes du pays valencien (MDM) et l'anime en 1969 et 1981. 
À partir de 1976, avec la transition démocratique, le MDM est autorisé et poursuit un chemin parallèle à celui du PCE. Rosalia exerce également des responsabilités au sein de la direction du PCPV jusqu'à sa démission en 1982. Elle s'occupe notamment de la Commission des finances et elle collabore à la Commission de la femme au sein du Comité central du PCPV. Elle est la sixième sur la liste du PCPV pour les premières élections législatives de 1977 et la première femme de la liste.

### L'art contemporain
Rosalia multiplie les contacts au sein de la Commission de sérigraphies avec des artistes proches du parti communiste, comme Rafael Solbes (Equipo Crónica). Elle lance un collectif, la Société de promotions culturelles du pays valencien dont l'objectif est de proposer diverses activités culturelles comme l'édition d'œuvres graphiques, des expositions et des conférences. L'association propose un système de souscriptions pour éditer une œuvre par mois, ce qui permet de faire connaitre de grands artistes comme Rafael Alberti, Jordi Ballester ; Josep Guinovart ; Josep Renau, Horacio Silva, Rosa Torres y José Maria Yturralde.
Les expositions itinérantes ont aussi un grand succès, la première est consacrée à Juan Genovés qui prête 40 de ses œuvres pendant six ans. Quand l'aventure s'achève en 1987, faute d'argent, Rosalia continue à s'intéresser à l'art contemporain et elle crée sa propre galerie dans la rue de la Mer à Valence en 1992. 

### Retraite
Elle a publié une première autobiographie en 2004 Nos quitaron la miel: memorias de una luchadora antifranquista, qu'elle a poursuivie en 2006 avec Luchando por la liberación de la mujer: Valencia, 1969-1981.
Elle a fait don de ses archives au centre d'archives historiques du PCE (AHPCE).
Elle meurt le 21 décembre 2021.

## Publications
- 2004 : Nos quitaron la miel.  Memorias de una luchadora antifranquista, PUV.
- 2006 : Luchando por la liberación de la mujer, Valencia 1969-1981, PUV.